# Reina Claudia de Althan
Reina Claudia de Althan sinonimia: Reine Claude d'Althan, es una variedad cultivar de ciruelo (Prunus domestica), de las denominadas ciruelas europeas,
una variedad de ciruela obtenida por Jan Prochazka, jardinero del conde Michaël Althann en Swoyschitz, (Bohemia), a partir de un hueso de 'Reina Claudia Verde'. Las frutas tienen un tamaño medio a grande, color de piel de primera impresión rosa, por dominar la pruina sobre el color general del fruto, quitando ésta es carmín o violeta claro, pasando a morado, y pulpa de color amarillo ámbar, con textura semi-firme, algo crujiente, jugosa, y un sabor muy dulce.

## Sinonimia
- "Reine Claude d'Althan",
- "Reine Claude Conducta" (Bélgica),
- "Reine Claude Comte d`Althann",
- "Comte d`Althann`s Gage",
- "Renclod Altana",
- "Graf Althann Reneclode".[4][5][6]

## Historia
El área de origen de los ciruelos "Reina Claudia" sería seguramente Siria?, y se obtuvo en Francia tras el descubrimiento de un ciruelo importado de Asia que producía ciruelas de color verde. Este ciruelo fue traído a la corte de Francisco I por el embajador del reino de Francia ante la "Sublime Puerta", en nombre de Solimán el Magnífico.
El nombre de Reina Claudia es en honor de Claudia de Francia (1499–1524), duquesa de Bretaña, futura reina consorte de Francisco I de Francia (1494–1547). En Francia le decían la bonne reine.
'Reina Claudia de Althan' es una variedad francesa antigua, obtenida a partir de plántula de un hueso de 'Reina Claudia Verde', obtenido alrededor de 1850 por Jan Prochazka, jardinero del conde Michaël Althann en la casa solariega de "Swoyschitz/Svojšice", (Bohemia. Probablemente Reine Claude (Verte de Dorée) de polinización libre.
'Reina Claudia de Althan' está cultivada en el banco de germoplasma de cultivos vivos de la Estación experimental Aula Dei de Zaragoza. Está considerada incluida como una variedad local muy antiguas, cuyo cultivo se centraba en comarcas muy definidas, que se caracterizan por su buena adaptación a sus ecosistemas, y podrían tener interés genético en virtud de su características organolepticas y resistencia a enfermedades, con vista a mejorar a otras variedades.

## Características
'Reina Claudia de Althan' árbol de vigor moderado a fuerte, con un hábito de crecimiento erguido, a menudo con grandes ramas desnudas. Los árboles pueden crecer muy altos, por lo cual es necesario podar las ramas demasiado largas y empinadas. Requiere suelo ligero y una posición soleada. Las mejores frutas vienen cuando hay un comienzo de verano húmedo y un clima cálido y seco en el período de maduración. Si el clima es al revés, gran parte de la cosecha se pierde por culpa de la monilinia (Podredumbre parda). Tiene un tiempo de floración que comienza a partir del 16 de abril con el 10% de floración, para el 20 de abril tiene una floración completa (80%), y para el 29 de abril tiene un 90% de caída de pétalos.
'Reina Claudia de Althan' tiene una talla de tamaño mediano a grande, de forma redondeada aplastada en ambos polos, ligeramente asimétrica, con un lado algo más desarrollado, con la sutura línea casi imperceptible de color violeta o como marcada en trazos discontinuos por la punta de un alfiler, fácilmente identificable por estar muy recubierta de pruina, y quitando ésta, por estar situada en una estrecha zona más clara que el resto del fruto y libre de punteado, presencia superficial excepto en ambos polos; epidermis tiene una piel muy recubierta de pruina de color rosa violácea, no se aprecia pubescencia, siendo el color de la epidermis, de primera impresión rosa, por dominar la pruina sobre el color general del fruto, quitando ésta es carmín o violeta claro, pasando a morado, rara vez uniforme y perdurando en algunas zonas el color amarillo dorado del fondo, con un punteado abundante, de dos tipos distintos, unos amarillentos, como pequeñas cicatrices costrosas, sin aureola, otros muy menudos, blanquecinos, con aureola, carmín violeta o casi negra siempre algo más oscura que la zona donde se encuentran, unos y otros dejan libre la zona de la sutura y en la zona peduncular son más escasos; Pedúnculo de longitud corto o medio, grueso, leñoso, muy adherente a la carne, sin pubescencia, ubicado en una cavidad del pedúnculo muy ancha, con una profundidad mediana, suavemente rebajada en la sutura;pulpa de color amarillo ámbar, con textura semi-firme, algo crujiente, jugosa, y un sabor muy dulce. Con un ºBrix 14-16 %.
Hueso libre o ligeramente adherente en zona ventral superior, de un tamaño mediano, elíptico redondeado, con la zona ventral muy saliente, la pistilar muy amplia, surcos bien marcados, y superficie arenosa.
Su tiempo de recogida de cosecha se inicia en su maduración en la primera decena de agosto - principios de septiembre.

## Usos
La ciruela 'Reina Claudia de Althan' se comen crudas de fruta fresca en mesa, en macedonias de frutas, pero también en postres, repostería, como acompañamiento de carnes y platos. Se transforma en mermeladas, almíbar de frutas, compotas.

## Cultivo
Autofértil, es una muy buena variedad polinizadora de todos los demás ciruelos de Reina Claudia. Mejora su producción cuando es polinizado por 'Opal', 'Czar' o 'Victoria'.

## Enfermedades y plagas
Plagas específicas:
Pulgones, Cochinilla parda, aves Camachuelos, Orugas, Araña roja de árboles frutales, Polillas minadoras de hojas, Pulgón enrollador de hojas de ciruelo.
Enfermedades específicas:
Podredumbre parda de las ciruelas.